# Royal Scottish Academy

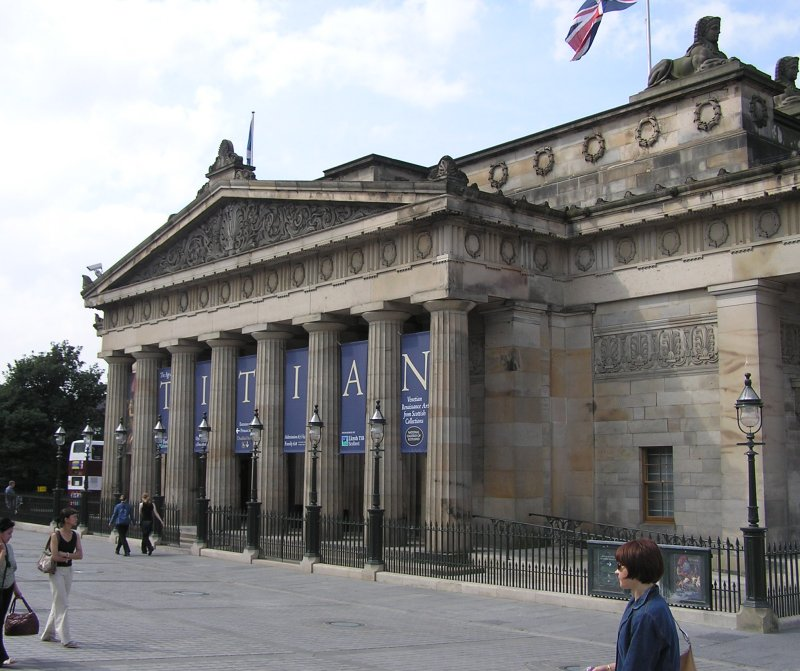
Royal Scottish Academy

Royal Scottish Academy (RSA), jest główną, królewską instytucją artystyczną w Szkocji, promującą sztukę współczesną.
Założona w Edynburgu, w 1826 roku.

## Wybrani członkowie
- George Aikman
- Elizabeth Blackadder
- Francis Cadell
- Alexander Carrick
- George Paul Chalmers
- William Cruikshank
- Stanley Cursiter
- Robert Gibb
- William Gillies
- George Harvey
- James Eckford Lauder
- Robert Scott Lauder
- Horatio McCulloch
- David Michie
- Joseph Noel Paton
- Samuel Peploe
- Sir Robin Philipson
- Sir Henry Raeburn
- Anne Redpath
- George Reid
- Thomas Ross
- Tom Scott
- William Lamb (artist)